# Canariella squamata
Canariella squamata е вид охлюв от семейство Hygromiidae. Видът е почти застрашен от изчезване.

## Разпространение и местообитание
Разпространен е в Испания (Канарски острови).
Обитава долини и храсталаци в райони с умерен климат.